# HELLO!!
『HELLO!!』（ハロー）は、宮田大輔による日本のラグビー漫画。『週刊少年マガジン』（講談社）において、2013年45号から2014年8号まで連載された。話数カウントは「No.-」。全14話。
作者の連載デビュー作。仲の悪い双子が高校入学後に同じラグビー部に入り、活躍するストーリーを描く。

## 登場人物

### 修悠羅閑高校ラグビー部
主海 明学（すかい あすま）
双子の兄だが弟とは仲が悪い。弟とは違い、頭はいい。
主海 愛作（すかい あいさく）
双子の弟だが兄とは仲が悪い。兄と違い頭は悪い。

## 単行本
- 宮田大輔『HELLO!!』 講談社〈講談社コミックス〉、全2巻
  1. 2014年1月17日発売 ISBN 978-4-06-395005-2
  2. 2014年2月17日発売 ISBN 978-4-06-395038-0